# Кемель, Филипп
Филипп Кемель (фр. Philippe Kemel, 28.06.1948, Эмрен, Нор, Франция) — французский политик, бывший депутат Национального собрания Франции, мэр города Карвен.

## Биография
Родился 28 июня 1948 года в Эмрене (департамент Нор). Член Социалистической партии. По профессии — экономист. Профессор логистики в университет Лилля.
На выборах в Национальное собрание 2012 года Филипп Кемель был кандидатом социалистов по 11-му избирательному округу и одержал победу, получив во 2-м туре 50,11 % голосов, и опередил на 118 голосов лидера Национального фронта Марин Ле Пен.
Выборы в Национальное собрание 2017 года Филипп Кемель проиграл, заняв третье место в первом туре голосования. В марте 2020 года он в четвертый раз победил на муниципальных выборах в городе Карвен и был переизбран мэром этого города.

## Политическая карьера
с 18.03.2001 — мэр города Карвен

29.03.2004 — 31.12.2015 — член Регионального совета Нор-Па-де-Кале, вице-президент по вопросам производственного обучения

18.06.2012 — 20.06.2017 — депутат Национального собрания Франции от 11-го избирательного округа департамента Па-де-Кале